# 쉬쉬

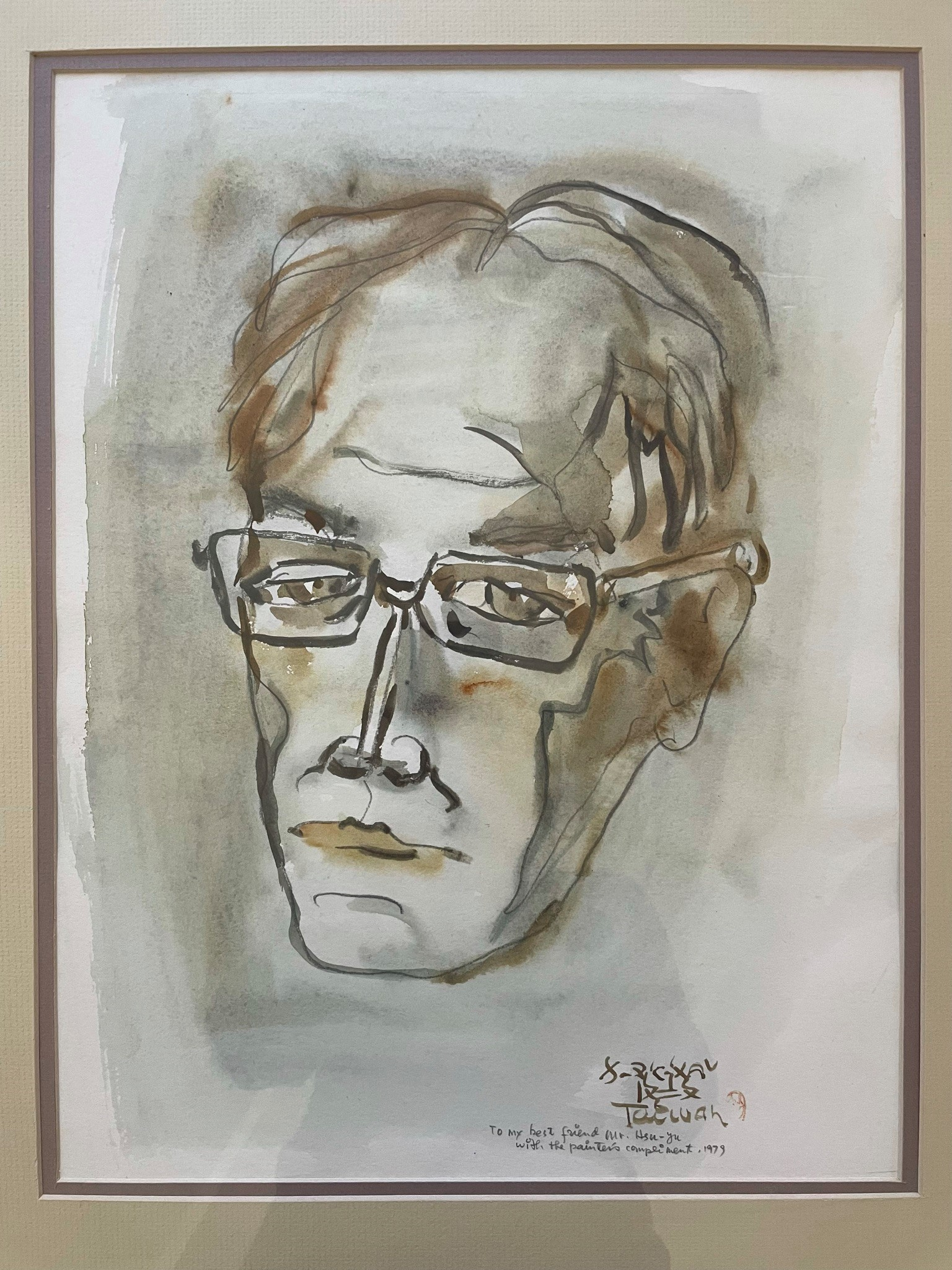
1979년에 맥스 류가 그린 쉬쉬의 초상화

쉬쉬(중국어: 徐訏, 병음: Xú Xū, 본명: 쉬취안충(중국어 간체자: 徐传琮, 정체자: 徐傳琮, 병음: Xú Chuáncóng), 1908년 11월 11일 ~ 1980년 10월 5일)는 중국의 작가이다. 자는 보쉬(伯訏)이다. 시인, 극작가, 에세이스트, 문학 평론가, 저널 편집자, 문학 교수로도 활동했다.
그의 인기 소설 가운데 상당수는 전후 홍콩과 대만에서 영화나 텔레비전 시리즈로 제작되었다. 작가, 편집자, 교육자로서 쉬쉬는 홍콩과 대만에서 떠오르는 젊은 전후 작가 세대에게 형성적인 영향을 미쳤다. 그의 소설 대부분, 특히 홍콩에서 쓴 후기 작품에서 쉬쉬는 현실을 거스르는 경험을 탐구하고 미학적 탈출주의와 신비주의와 같은 신낭만적 경향을 보여주었고 이를 통해 20세기 낭만주의의 세계적 부흥과 관련된 다른 현대 예술가들과 가까워졌다.

## 생애
쉬쉬는 1908년 11월 11일에 저장성 연안에 위치한 츠시시에서 태어났다. 1927년부터 1932년까지 베이징 대학에 입학하여 철학과 심리학을 전공했고 철학 학사, 심리학 학사 학위를 취득하게 된다. 1932년에 상하이로 이주하면서부터 다수의 성공적인 문학 저널을 운영한 자유주의적이고 다재다능한 지식인인 린위탕의 동료가 되었다.
쉬쉬는 1930년대에 주로 산문 에세이를 게재한 격월간지 《논어》(論語), 《인간세》(人間世)를 출판한 린위탕의 상하이 저널 벤처 가운데 여러 곳에서 편집자로 일했다. 1936년에는 프랑스 파리로 건너가 소르본 대학교에서 철학을 전공했고 같은 해에 단편 소설 《곽경기》(郭慶記)를 출간했다. 1937년 초반에는 현대 도시인이 유령이라고 주장하는 여성과 사랑에 빠지는 내용을 담은 중편 소설 《귀신의 사랑》(鬼戀)이 상하이에서 발행된 격월간 문학 잡지인 《우주풍》(宇宙風)에 게재되면서 큰 호평을 받았다. 그러다가 그해 말에 중일 전쟁이 발발하자 서둘러 중국으로 돌아오게 된다.
상하이 공공 조계가 갖고 있던 상대적 안전성에 매료된 쉬쉬는 서정적 이국주의와 뚜렷한 코스모폴리탄적 전망을 특징으로 하는 비정치적인 소설과 여행 에세이를 계속 발표했다. 1941년에 진주만 공격 이후에 상하이 전역이 일본 제국 군대에 점령당하자 쉬쉬는 상하이를 떠나 국민정부의 전시 수도였던 충칭시로 거처를 옮겼다. 1943년에는 쉬쉬가 충칭에서 발표한 전시 소설인 〈털리는 바람〉(風蕭蕭)이 전시 신문 《소탕보》(掃蕩報)에 연재되었다. 점령된 상하이의 스파이 활동과 로맨스에 관한 서사시인 〈털리는 바람〉은 쉬쉬를 전쟁의 작가 중 가장 널리 읽힌 작가 중 한 명으로 만들었다.
1930년대와 1940년대 내내 쉬쉬의 소설은 종종 좌파 계열 비평가들로부터 현실도피주의적이고 혁명적 의제에 해롭다는 비판을 받았다. 그로 인하여 쉬쉬는 1950년에 중화인민공화국이 수립된 중국 대륙을 떠나 당시 영국의 식민지로 있던 홍콩으로 이주하면서 여생을 보내게 된다. 쉬쉬는 홍콩에서 작가로서의 경력을 이어갔고 1950년대 내내 수십 편의 단편 소설과 중편 소설을 발표했다. 그 중 대부분은 홍콩 신문인 《성도일보》(星島日報)의 문예 부록에 게재되었다. 쉬쉬는 이들 작품 가운데 다수에서 망명과 소외라는 주제를 다루었고 중편 소설인 《새의 언어》(鳥語, 1950)나 《피안》(彼岸, 1951)에서처럼 환상적이거나 숭고한 경험을 자주 탐구했다. 1956년에서 1961년 사이에 쉬쉬는 그의 대작이자 성장소설인 《강과 호수의 흐름》(江湖行)을 발표했고 1972년에는 홍콩 쇼브라더스 스튜디오에서 같은 이름의 무술 영화로 제작되었다. 홍콩에서 쉬쉬는 또한 방대한 양의 문학 평론을 게재하고 여러 문학 저널을 편집했다. 홍콩의 작가인 예쓰(也斯)는 쉬쉬가 젊은 세대의 홍콩 작가와 지식인에게 형성적 영향을 미쳤다고 평가했다.
1960년대에는 싱가포르와 홍콩의 여러 대학교에서 교수로 근무했는데 특히 1966년에는 홍콩 중문 대학에서 교수를, 홍콩 침회 대학에서 문학원 원장, 중문계 주임을 역임했다. 이 기간 동안 그는 《다른 해안》, 《강과 호수로의 여행》, 《시간과 빛》, 《비극의 세기》와 같은 소설을 썼다. 그의 문학적, 예술적 이론 작품은 해외 자유문학 이론의 중요한 작품으로 인정받고 있다. 쉬쉬는 홍콩에서 학자인 차오주런 등과 함께 홍콩에 촹컨 출판사를 설립하고 반월간 간행물인 《열풍》(熱風)을 공동 출판했다.
1973년에는 국제펜클럽 홍콩 본부에 의해 노벨 문학상 후보로 추천되기도 했다. 쉬쉬는 1980년 10월 5일에 홍콩에서 향년 82세를 일기로 사망했는데 사망하기 1주일 전에 로마 가톨릭교회 세례를 받았다고 한다. 2018년에는 쉬쉬의 중편 소설 《귀신의 사랑》의 오페라 버전이 홍콩에서 상연되었다.

## 참고 문헌
- Xu Xu, Frederik H. Green (tr.). Bird Talk and Other Stories by Xu Xu. Modern Tales of a Chinese Romantic (Berkeley: Stone Bridge Press, 2020)
- Wu Yiqin 吳義勤 and Wang Suxia 王素霞. Wo xin panghuang: Xu Xu zhuan 我心彷徨—- 徐訏傳 [My Mind is Restless: A Biography of Xu Xu] (Shanghai: Sanlian shudian, 2008)